# Vega (csillag)

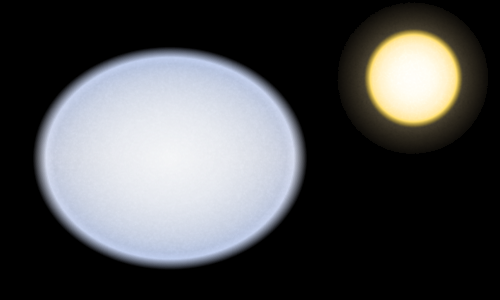
A Vega mérete (balra) a Naphoz viszonyítva. A csillag alakja a gyors forgás miatt lapult

A Vega (α Lyrae) a Lant csillagkép, egyben a nyári csillagképek legfényesebb csillaga az északi féltekéről nézve. Összességében az ötödik legfényesebbnek látszó csillag.

## Neve
Neve arab eredetű, annyi mint „lecsapó sas”, utalva arra, hogy az arab csillagászok a Nagy Nyári Háromszögben három madarat láttak.

## Megfigyelése
Egész nyáron megfigyelhető, esténként májustól februárig látszik, szeptemberi estéken éri el legmagasabb pontját. 52° feletti szélességeken cirkumpoláris, így például Lengyelországban és attól északra megfigyelve soha nem bukik a horizont alá. Fiatal, kék fényű csillag, ezért rendkívül fényes, látszólagos fényessége 0,03, de magnitúdója kristálytiszta éjjeleken negatív értékeket is felvesz. A Naphoz viszonylag közeli csillag, 25 fényév távolságra van. Spektrális típusa „A” (fehér).

## Érdekesség
Évtizedek óta tudják a csillagászok, hogy a Vega hőmérséklete és abszolút fényessége között nincs egyenes arányosság, ellentétben a legtöbb csillaggal, ugyanis a Vega mintegy 50%-kal fényesebbnek látszik, mint amit a hőmérséklete alapján látnunk kellene.
A Vega hőmérsékletének mérésére egy 6 db-os, 1 m átmérőjű optikai távcső együttest használtak. A legnagyobb távolság két távcsőegyüttes között 330 méter, azaz így használva a távcsöveket, a szögfelbontás olyan lesz, mintha egy darab 330 méteres távcsövünk lenne. (olyan érzékeny, hogy 1600 km-ről észrevenne egy 5 Ft-os érmét) Ennek a rendkívüli szögfelbontásnak köszönhetően mérni tudjuk a hőmérsékletet a Vega felszínének különböző pontjain. Kiderült, hogy a Vega „közepe” forróbb, mintegy 9920 °C, addig a „külső” része 7620 °C. Ez az adat mutatott rá arra, hogy valójában a csillag a pólusát mutatja felénk, ezért látszik korong alakúnak a hőmérsékleti eloszlás. A forró pólus a gyors forgású csillagok jellemzője, és a forgási periódusa valóban rövidnek adódott, régebben 12,5 órás tengely körüli forgást állapítottak meg, a frissebb mérések inkább 17 órásra utalnak. Ez pedig 92%-a annak a kritikus sebességnek, amelyet ha azt elérné, darabokra szakadna. Ebből adódóan a lapultsága is nagy, egyenlítői átmérője 2,8-szorosa a Napénak, viszont a sarkoknál csak 2,3-szorosa. Emiatt a csillag forró magja a sarkoknál jóval közelebb van a felszínhez, mint az egyenlítő mentén.
1857. július 16-17-én a Vega lett az első csillag, amit lefényképeztek. Ez a Harvard Egyetemen készült 100 másodperces expozíció, ami egy daguerre-lapot ért, a később lefényképezett csillagok viszonyítási alapjává vált. A Vega adatai ezeknek megfelelően: látszólagos fényessége +0,03, B-V színindexe 0,0, A0 színképosztályú.

## Lehetséges bolygója
2002-ben a Vega tanulmányozása a milliméteres hullámhosszakon felfedte, hogy tőle 60 és 75 CsE távolság között porcsomók találhatók. Ezt a csillagászok úgy értelmezték, hogy egy Jupiterszerű bolygó kering a Vega körül elnyúlt pályán, a csillagtól átlagosan 30 CsE távolságra.
Korábbi megfigyelések során (a SCUBA felvételei alapján) kiderült, hogy a Vegát egy halvány porkorong övezi. Az új számítógépes modellek szerint a porkorong szerkezete úgy magyarázható a legjobban, ha feltételezzük, hogy a Vega körül egy a Neptunuszhoz hasonló tömegű bolygó kering, kb. két Nap-Neptunusz távolságban. Ez a széles pálya bőségesen elegendő teret hagy ahhoz, hogy a Vegához közelebbi tartományokban földszerű bolygók lehessenek, akárcsak a Naprendszerben.

## Relatív helyzete
A Vega és a Naprendszerünk relatív mozgása folytán a Vega 210 000 év múlva a legfényesebb csillag lesz a Föld egén, távolsága 290 000 év múlva pedig mindössze 17,2 fényév lesz.
A Föld forgástengelyének precessziója miatt a Vega nagyjából 13 000 évvel ezelőtt, és 13 000 év múlva a legközelebb lesz az égi északi pólushoz, így ezekben az időszakokban átveszi a „sarkcsillag” szerepét. Nincs túl közel az égi pólushoz, de a 25 800 éves periódus alatt ez a Föld legfényesebb sarkcsillaga.